# Wolfgang Unzicker
Wofgang Unzicker (Pirmasens, Alemanha, 25 de junho de 1925 – Albufeira, Portugal, 20 de abril de 2006) foi um jogador de xadrez da Alemanha, com diversas participações nas Olimpíadas de xadrez. Unzicker participou das edições de 1950, 1954, 1956, 1958, 1960, 1962, 1964, 1968, 1970 e 1976 no primeiro tabuleiro tendo conquistado a medalha de ouro em 1950 e a de bronze por equipes em 1950 e 1964. Nas edições de 1974, 1978 e 1982 disputou no segundo tabuleiro sendo a melhor colocação um quarto lugar.